# Tachypeza fuscipennis
Tachypeza fuscipennis är en tvåvingeart som först beskrevs av Fallen 1815.  Tachypeza fuscipennis ingår i släktet Tachypeza och familjen puckeldansflugor. Arten är reproducerande i Sverige. Inga underarter finns listade i Catalogue of Life.